# Arne Björnberg

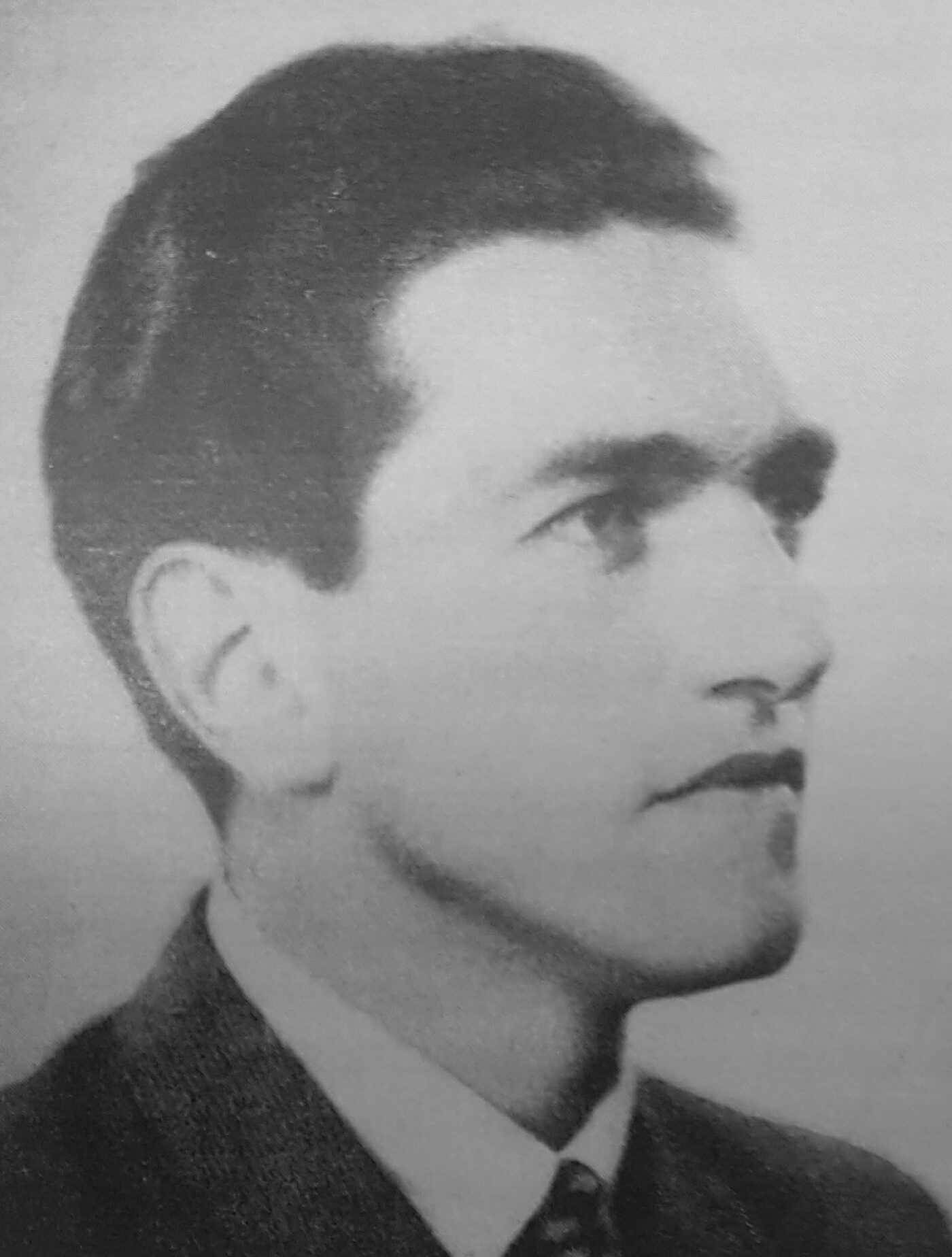
Arne Björnberg fil.dr.

Bernt Arne Björnberg, född 4 oktober 1908 i Vårfrukyrka församling, Uppsala län, död 1 augusti 1983 i Stockholm, var en svensk diplomat, författare och bokförläggare.

## Biografi
Björnberg var son till riksdagsmannen Eric Björnberg och Nanna Lyberg. Han var Dagens Nyheters Uppsalakorrespondent 1926–1934 innan han blev filosofie doktor i Uppsala 1940. Björnberg var förste aktuarie vid livsmedelskommissionen 1941. Han var tillförordnad sektionschef 1942, sakkunnig vid Finansdepartementet 1943 och sekreterare vid kommissionen för ekonomisk efterkrigsplanering med mera 1944–1945. Björnberg var särskild föredragande vid Handelsdepartementet 1945–1947, redaktör vid Tidens förlag 1945–1947, chef Europaavdelningen för FN:s informationsdepartement i New York 1947–1949 och VD och förlagschef för Tidens förlag 1949-1955.
Han var verksam vid Utrikespolitiska Institutet från 1949, bokförläggare på Tidens förlag 1950–1955, styrelseledamot av AB FIB 1949–1955, verksam vid svensk-amerikanska nyhetsbyrån 1951–1956, satt i Unescos rådgivande kommission för folkbildning 1955–1956 och var chefsexpert vid FN:s tekniska biståndsverksamhet i Bolivia 1956–1959. Björnberg var därefter representant vid FN:s överkommissariat för flyktingfrågor i Tunisien 1959–1960 och FN-expert i Colombia 1960–1961. Han var generalsekreterare vid Nämnden för internationellt bistånd (NIB) 1962–1964 och var ambassadör i Guatemala City 1964–1969 med sidoackrediteringar i Managua, San José, San Salvador och Tegucigalpa. Han var därefter ambassadör i Peking och Phnom Penh 1969–1974, Hanoi 1969–1972 samt Pyongyang 1973–1974.
Björnberg var regeringsdelegat i Internationella arbetsorganisationen 1945 och 1946 (ordförande delegationen i Seattle 1946) samt ordförande i 1946 års sjömanskommitté, 1946 års stuveriutredning, tjm socialdemoraktiska föreningen i Stockholm 1945-1947 och svenska FN-föreningen 1951-1956 samt ledamot av Executive Committee World Federation of United Nations Associations 1951–1956. Han var verksam i arbetsutskott i centralkommittén för svenskt tekniskt bistånd 1953–1956. I boken Stormakten Kina i närbild från 1975 skildrar Björnberg Kinas märkliga utveckling under Folkrepublikens första kvartssekel från 1949 till 1975.
Han gifte sig första gången 1939 med filosofie magister Majt Sparr (1912–1960), dotter till civilingenjören Lars Sparr och Ragna Holm. Han gifte sig andra gången 1963 med filosofie kandidat Märta Beckman (1918–2005), dotter till kapten Einar Beckman och Ellen Rudling. Han var far till Lars (född 1941), Anders (född 1945) och Anna Christina (född 1946).
Arne Björnberg är begravd på Nacka norra kyrkogård.